# Dance rock
Il dance rock (detto anche dance-rock, disco rock o disco-rock) è un genere musicale, nato tra la fine degli anni settanta e l'inizio degli anni ottanta, caratterizzato dalla fusione di elementi di musica disco e rock, in particolare con influenze del post-punk e della new wave.

## Storia
La nascita del genere è particolarmente legata alle influenze ricevute dall'avvento della tecnologia, della musica funk, disco, elettronica, che accantonarono l'R&B negli anni settanta. Nonostante si sia iniziato a parlare di fusione tra musica da discoteca e rock verso la fine degli anni ottanta, già negli anni settanta artisti come Rolling Stones, David Bowie, Rod Stewart e Queen, in alcuni lavori, univano i ritmi sintetizzati, i groove avvolgenti della musica funk e della disco con la musica rock. Tuttavia, questa influenza venne trasmessa a molti dei più grandi gruppi alternative rock degli anni ottanta, come Modern Talking, Duran Duran, INXS, Tears For Fears, Pet Shop Boys, ABC, Eurythmics, The B-52's, Depeche Mode e New Order, i quali riproposero questa fusione basandosi ancor più su strumentazioni elettroniche (tra cui l'utilizzo della drum machine), che si sovrapponevano agli strumenti acustici come le chitarre e i bassi elettrici, creando canzoni perfette sia per l'ascolto che per essere ballate in discoteca.
Nel 1991 gli U2, con Achtung Baby, segnarono una svolta importante nel genere (considerando che negli anni ottanta si erano sempre tenuti lontani dalla musica da discoteca). Verso la metà degli anni novanta, molti altri artisti, come Garbage, No Doubt, Robbie Williams, e Scissor Sisters vennero influenzati da questo stile.